# Droits civiques
Ne doit pas être confondu avec Droits civils.
 (novembre 2020).
Si vous disposez d'ouvrages ou d'articles de référence ou si vous connaissez des sites web de qualité traitant du thème abordé ici, merci de compléter l'article en donnant les références utiles à sa vérifiabilité et en les liant à la section « Notes et références ».

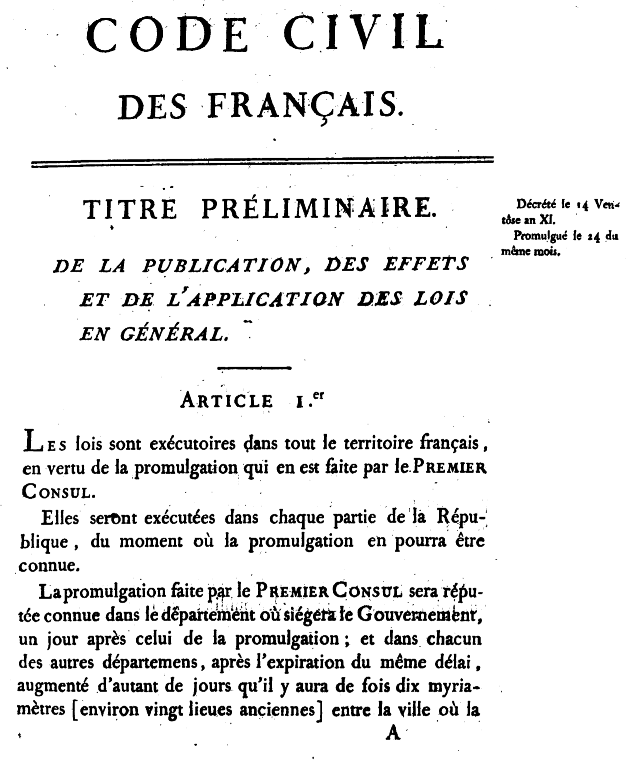
Code civil de 1804.

Les droits civiques ou droits politiques sont les protections et privilèges des libertés fondamentales accordés à tous les citoyens par la loi contre toutes les discriminations. Ce sont des droits fondamentaux accordés aux personnes physiques, en général ayant la nationalité du pays.
Les droits civiques sont accordés par une nation à ceux qui vivent sous ses lois, alors que les droits de l'homme et le droit naturel sont universels, ou devraient l'être selon nombre d'intellectuels [citation nécessaire].
D'autres[citation nécessaire] y voient historiquement des droits inaliénables accordés à tous les individus par une déité ou par la nature avant l'apparition de gouvernements.
Ces droits sont les suivants : 
- droit de vote ;
- droit d'éligibilité ;
- liberté d'opinion ;
- liberté de réunion et d'association.

## Origines
Le concept actuel est avant tout d'inspiration américaine (civil rights), ébauché avec la Déclaration des droits de l'homme et du citoyen de 1789, et légitimé notamment par le mouvement des droits civiques des années 1960. Le philosophe John Locke argua ainsi que les droits naturels tels que la vie, la liberté et la propriété devraient être convertis en droits civiques et protégés par l'État souverain dans le cadre d'un contrat social.
Au niveau mondial, la Convention européenne des droits de l'homme est adoptée en 1951 pour la protection légale de la Déclaration universelle des droits de l'homme et aussi, puis pacte international relatif aux droits civils et politiques est adopté par l'ONU sur l'influence de la Convention européenne.

## Droits politiques et droits humains
Il est difficile d'établir une frontière stricte entre droits politiques et droits humains. La liberté d'opinion est par exemple un principe commun aux droits politiques et à la Déclaration des droits de l'homme et du citoyen du 26 août 1789, qui prévoit dans son article 10 que « Nul ne doit être inquiété pour ses opinions, même religieuses, pourvu que leur manifestation ne trouble pas l'ordre public établi par la Loi ».
Pour comprendre ce qu'on entend par droits politiques, au sens large, il faut envisager l'ensemble des libertés individuelles nécessaires au fonctionnement d'une démocratie.
Ainsi, les droits politiques varient selon les pays et ils demeurent plus développés dans les régimes dits démocratiques.

## Définitions

### France
En France, en droit pénal français, on parle de « droits civiques, civils et de famille » concernant l'interdiction des droits civiques, ou civils et de famille. 
Ils recouvrent :
- droit de vote, d'élection, d'éligibilité ;
- droit de porter une décoration ;
- droit d'exercer une fonction juridictionnelle ou d'être juré-expert ;
- droit de représenter ou d'assister une partie devant la justice ;
- droit de témoigner en justice autrement que pour y faire de simples déclarations ;
- droit de faire partie d'un conseil de famille, d'être tuteur (si ce n'est de ses propres enfants), curateur, subrogé tuteur ou conseil judiciaire ;
- droit de port d'armes, de faire partie de la garde nationale, de servir dans les armées françaises ;
- droit d'enseigner et d'être employé dans tout établissement d'instruction à titre de professeur, maître ou surveillant[1].

### États-Unis
Aux États-Unis, le mouvement afro-américain des droits civiques a été représenté notamment par le pasteur Martin Luther King.

### Suisse
En Suisse, la Constitution fédérale prévoit que « les droits politiques sont garantis. La garantie des droits politiques protège la libre formation de l’opinion des citoyens et des citoyennes et l’expression fidèle et sûre de leur volonté » (article 34).

## Acquisition et perte
Les droits civiques s'acquièrent à la majorité ou par naturalisation.
En France, l'interdiction des droits civiques, civils et de famille peut être prononcée par une juridiction. Cette interdiction, totale ou partielle est une peine, dont la durée ne peut, en aucun cas, excéder dix années.